# Katedrála v Oliwě
Katedrála v Oliwě (polsky Kościół pod wezwaniem Trójcy Świętej, Najświętszej Marii Panny i Świętego Bernarda) (Kostel Nejsvětější Trojice, blahoslavené Panny Marie a svatého Bernarda) se nachází v gdaňské čtvrti Oliwa.

## Historie
Cisterciáci se souhlasem knížat Pomořanska postavili v roce 1186 první klášter "ad montem Olivarum". První románský kostel byl vypálen Prusy v roce 1224, poté byl přestavěn a zvětšen. V roce 1234 (nebo 1236) ho opět Prusové vypálili. V roce 1350 klášter a kostel znovu padl za oběť plamenům. Ve druhé polovině 14. století byl postaven kostel v gotickém stylu v jeho současné podobě.
V roce 1831 pruský úřad zrušil cisterciácký řád a Oliwský klášter byl uzavřen. Kostel a část kláštera byly přiděleny katolické církvi. V roce 1925 papež Pius XI. ustanovil gdaňskou diecézi. Oliwský kostel tak byl povýšen na katedrálu a Oliwa se stala hlavním městem diecéze se sídlem episkopátu.

## Stavitelství
Katedrála je trojlodní bazilika s příčnou lodí a polygonálním sborem s chórovým ochozem. Fasáda je lemována dvěma štíhlými věžemi, každá má výšku i se špičatými střechami 46 metrů. Nad křížením lodí se zdvihá zvonice, což je typické pro cisterciácké kostely. Vchod na západní straně vede barokním portálem z roku 1688. Celková délka je 107 metrů (vnější) a 97,6 m (vnitřní), šířka je 19 m, výška hlavní lodi je 17,7 metrů. To je nejdelší cisterciácká církevní stavba světa.

## Interiér
Uvnitř je 23 pozdněbarokních oltářů. Starý hlavní oltář (z roku 1605), ve stylu holandské renesance byl v roce 1699 nahrazen barokním oltářem, který je považován za mistrovské dílo pomořanského baroka. V roce 1615 vytvořil Abraham van den Blocke (1572-1628) hrob rodiny Kossů se čtyřmi postavami v životní velikosti, které klečí před malým křížem z bílého a černého mramoru. Obrazy v katedrále jsou dílem Hermana Hana (1574-1628), Adolfa Boye (1612-1680), Andrease Hollyho (1635-1697) a Andrease Schlütera (1660-1714). Kaple jsou zasvěceny sv. Janu Nepomuckému a Svatému kříži.

## Varhany
V katedrále jsou dvoje varhany. Jedny velké varhany nad vchodem a malé varhany na jižním konci příčné lodi. Velké varhany jsou dílem cisterciáckého mnicha Johanna Wilhelma Wulffa (1763 - 1788). Varhany jsou významným dílem barokního řezbářství. Během hry postavy andělů pohybují troubami a zvony. Varhany ve sboru jsou samostatný nástroj, který byl postaven v roce 1680 varhanářem Johannem Georgem Wulffem. Sborové varhany mají svůj vlastní herní systém a také mohou být ovládány z hlavních varhan.

## Fotogalerie

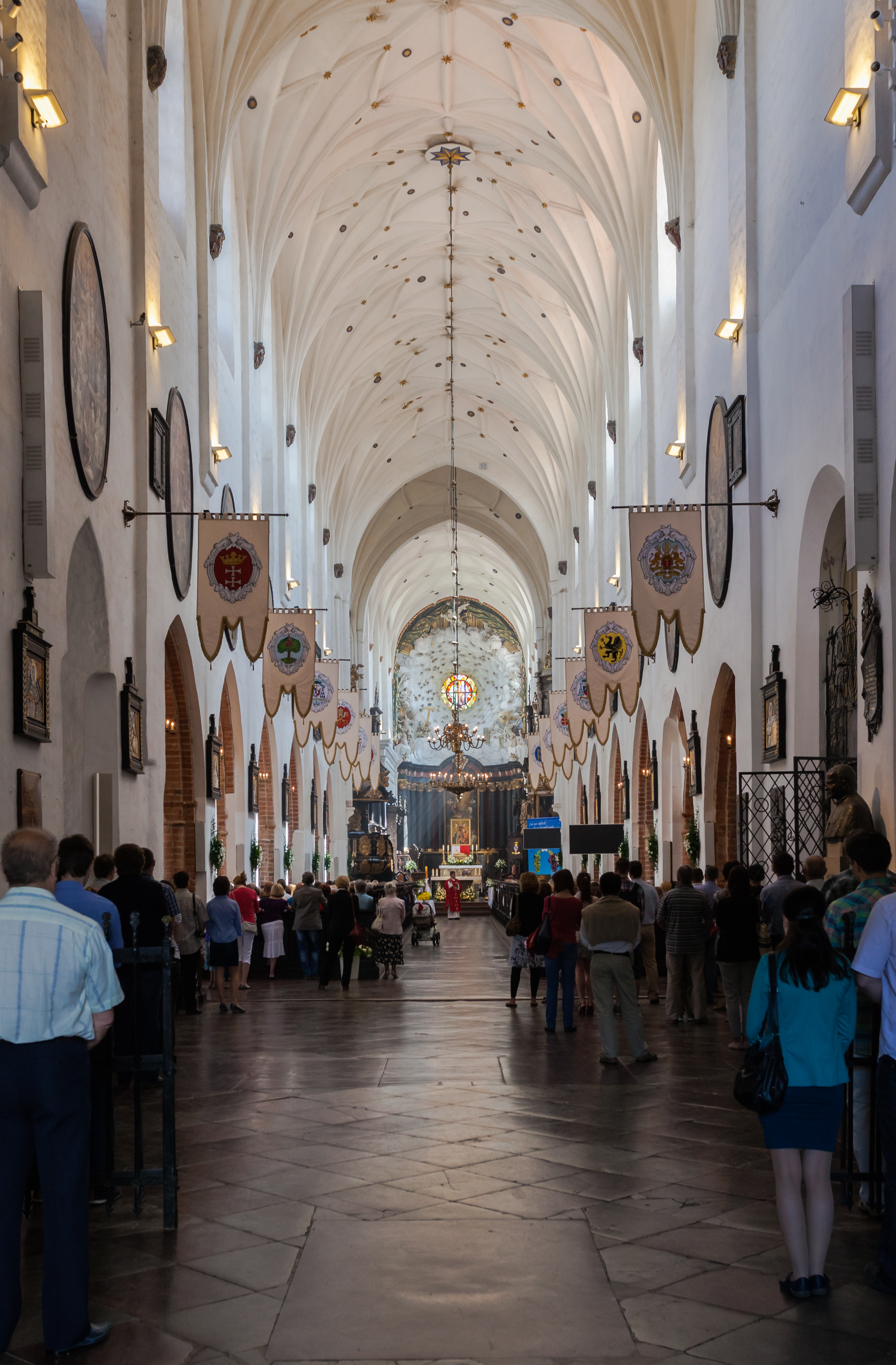
Interiér katedrály
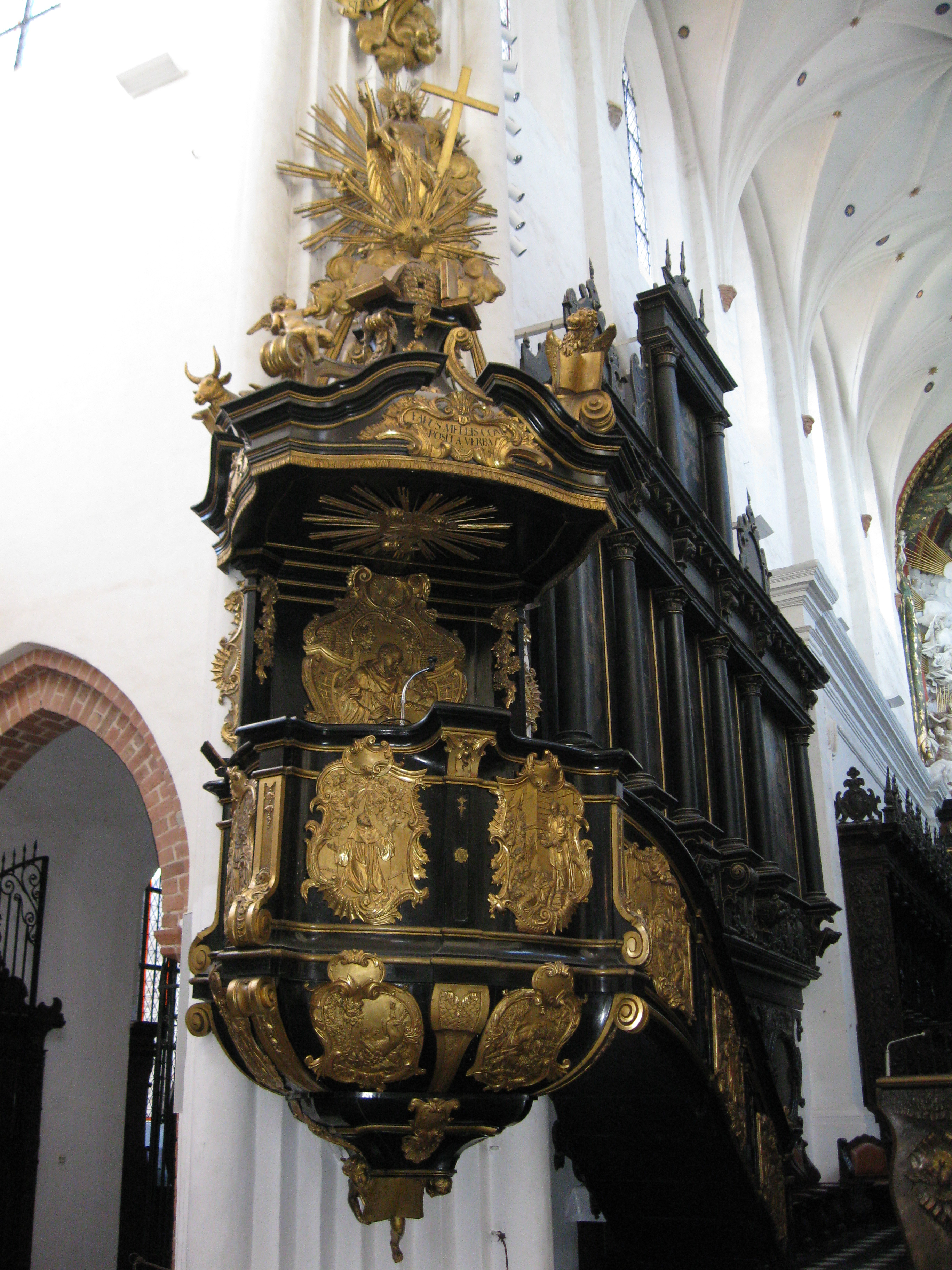
Kazatelna
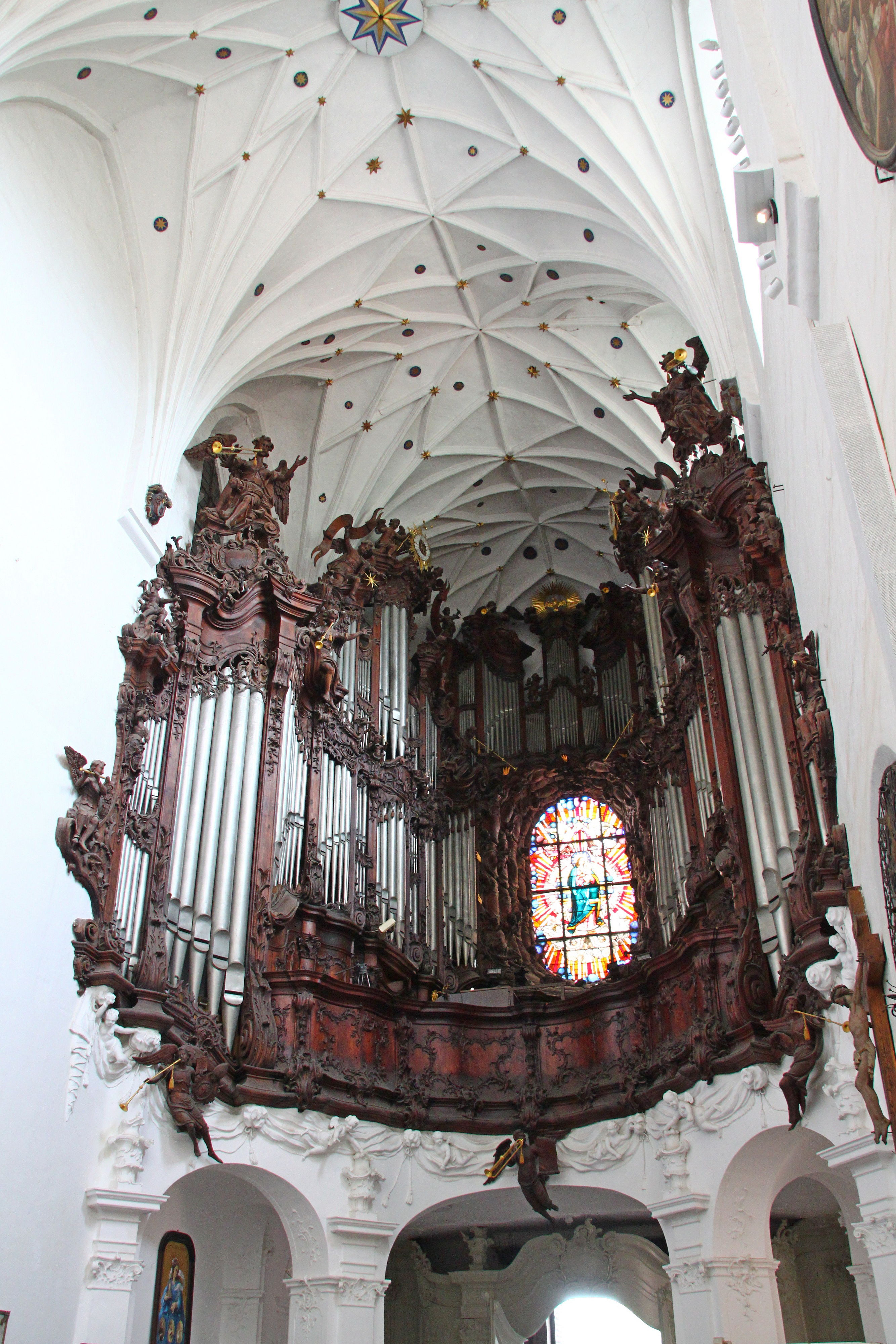
Varhany
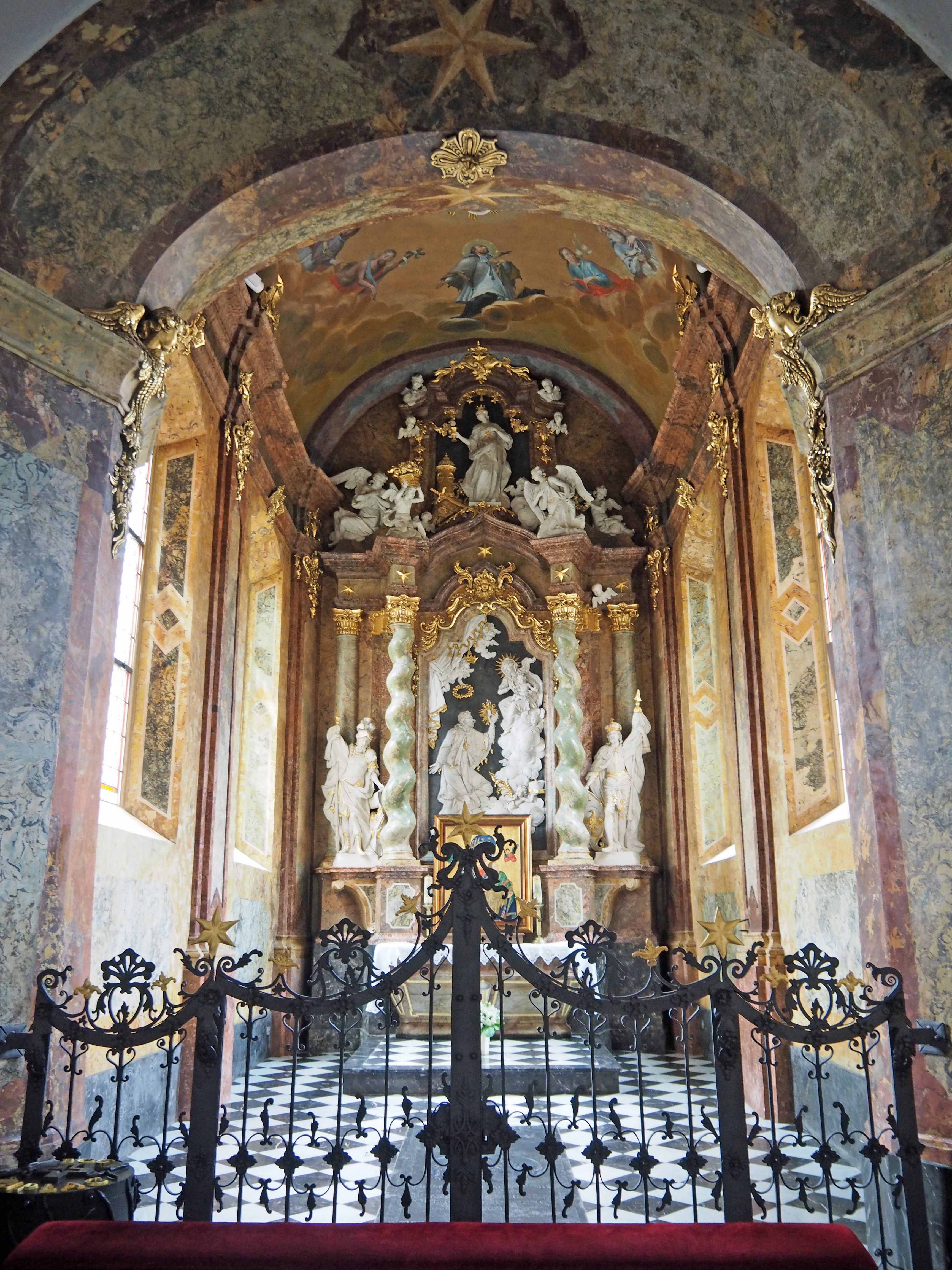
Kaple sv. Jana Nepomuckého
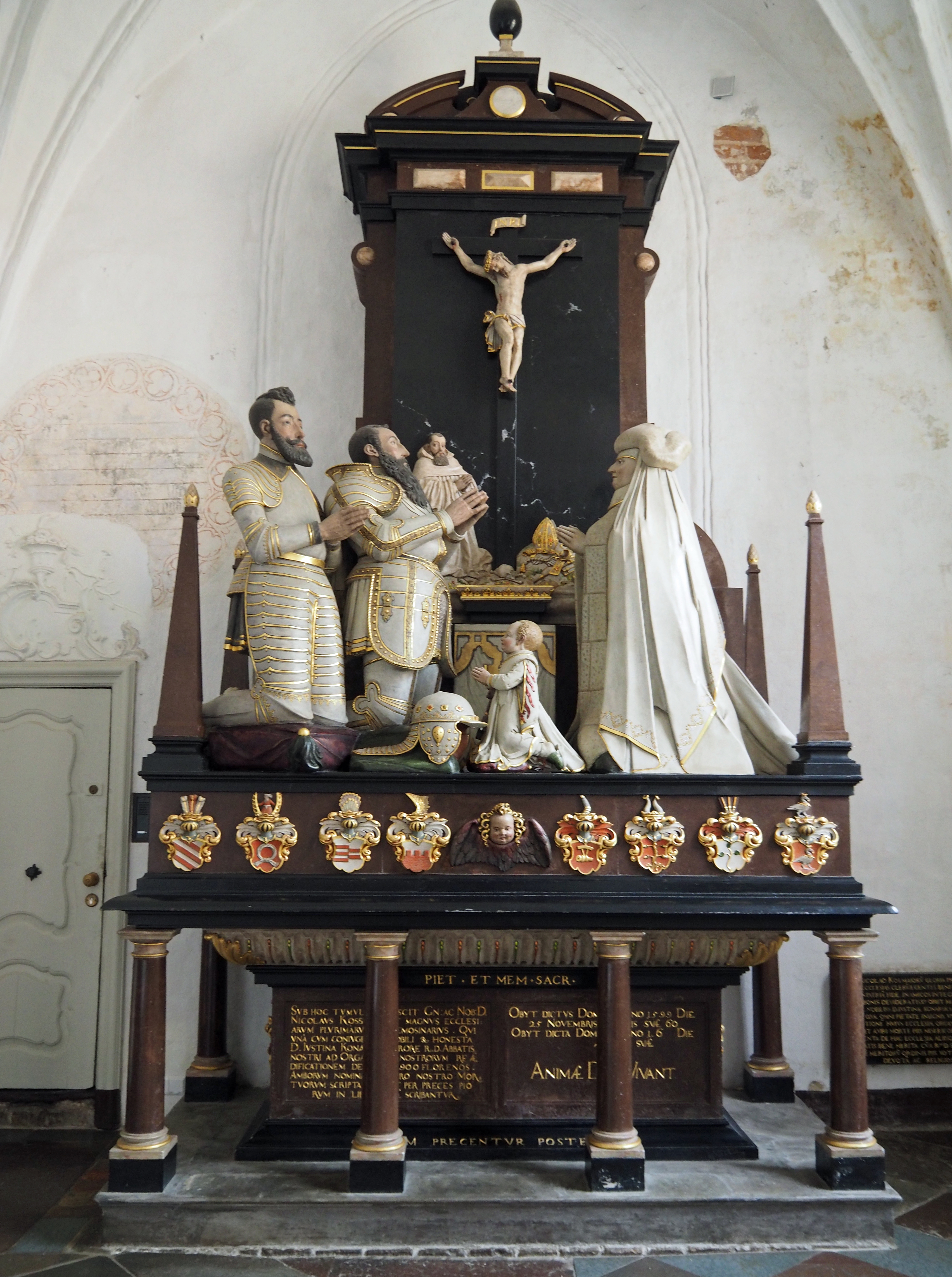
Hrob rodiny Kossů